# Kompresor
Kompresorji so delovni stroji. Poznamo dve veliki skupini: prostorninske ali izrivne in turbinske ali pretočne kompresorje. Prostorninski kompresorji se delijo naprej na batne, ki so najpomembnejši, na rotacijske in na membranske kompresorje.
Batni kompresor spada k energetskim prostorninskim strojem. Značilna veličina je spreminjajoč se delovni prostor, ki je posledica premega gibanja bata v valju. Namen stroja je, da se pri stisljivih snoveh v eni ali več stopnjah povečuje energija, na primer pri zraku, pri tem se povečuje gostota in temperatura delovne snovi, zmanjšuje pa se specifična prostornina. Zato je stroju treba dovajati delo, na primer električno energijo, ki se v valju spreminja v tlačno energijo. Značilno za batni kompresor je – v primerjavi s turbinskim – manjši pretok, večji tlak in manjša vrtilna frekvenca. Konstrukcija in delovanje batnega kompresorja je podobno batni črpalki.
Glede na stopnjo kompresije so batni kompresorji razdeljeni na vakuumske črpalke (< 1 bar), kompresorje (do 50 bar) in visokotlačne kompresorje.
Področje uporabe batnih kompresorjev je pestro: zrak, vodna para, gorilni plini (zemeljski in plavžni plin), industrijski plini (vodik, dušik in acetilen), hladilne snovi (freon in amonijak). Uporablja se za pogon pnevmatičnega orodja, v metalurških obratih za vpihovanje zraka, za tlačno polnjenje motorjev z notranjim zgorevanjem, za transport organskih spojin, pri proizvodnji umetnih snovi.
Rotacijski kompresor spada k energetskim prostorninskim strojem. Značilna veličina je spreminjajoč se delovni prostor, ki je posledica ekscentrično nameščenega rotorja. Zgleda: zobniška kompresor, krilni kompresor.
Membranski kompresor spada k energetskim prostorninskim strojem. Značilna veličina je spreminjajoč se delovni prostor, ki je posledica nihanja opne. Zgled: membranski kompresor.
Turbinski kompresor spada k energetskim turbinskim strojem. Značilno zanj je kolut, na katerega so pritrjene posebej oblikovene lopatice, med katerimi teče delovna snov. Namen stroja je, da se pri stisljivih snoveh v eni ali več stopnjah povečuje energija, na primer pri zraku, pri tem se povečuje gostota in temperatura delovne snovi, zmanjšuje pa se specifična prostornina. Zato je stroju treba dovajati delo, na primer električno energijo, ki se v lopaticah spreminja v kinetično energijo. Značilno za turbinski kompresor je - v primerjavi z batnim - večji pretok, manjši tlak in večja vrtilna frekvenca. Konstrukcija in delovanje turbinskega kompresorja je podobno turbinski črpalki.
Glede na stopnjo kompresije so turbinski kompresorji razdeljeni na vakuumske črpalke (< 1 bar), ventilatorje (< 1,1 bar, tlačna razlika je tako majhna, da se delovno snov obravnava kot nestisljivo), puhala (1,1 do 3 bar) in kompresorje. Turbinski kompresorji so podobno kot turbinske črpalke razvrščeni na radialne in aksialne. 
Področje uporabe je pestro. Ventilatorji se uporabljajo za prezračevanje predorov, rudnikov in drugih prostorov, za odsesovanje plinov, prašnega zraka, za kroženje zraka pri sušenju, gretju, hlajenju in klimatizaciji. Puhala se uporabljajo za dobavo zraka pri večjih motorjih z notranjim zgorevanjem, za vpihovanje zraka pri plavžih, v kemični industriji. Radialni kompresorji se uporabljajo v procesni tehniki za transport, za pripravo stisnjenega zraka, pri uplinjanju premoga, aksialni pa pri plinskih postorjih in v jeklarski industriji.